# Campeonato Sergipano 2023
In 2023 werd het 100ste Campeonato Sergipano gespeeld voor voetbalclubs uit de Braziliaanse staat Sergipe. De competitie werd georganiseerd door de FSF en werd gespeeld van 14 januari tot 22 april. Itabaiana werd kampioen.

## Eerste fase
| Plaats | Club               | Wed. | W | G | V | Saldo | Ptn. |
| ------ | ------------------ | ---- | - | - | - | ----- | ---- |
| 1.     | Confiança          | 9    | 8 | 0 | 1 | 16:5  | 24   |
| 2.     | Sergipe            | 9    | 6 | 2 | 1 | 13:5  | 20   |
| 3.     | Lagarto            | 9    | 5 | 2 | 2 | 17:7  | 17   |
| 4.     | Itabaiana          | 9    | 5 | 1 | 3 | 10:7  | 16   |
| 5.     | Falcon             | 9    | 3 | 2 | 4 | 12:12 | 11   |
| 6.     | Gloriense          | 9    | 2 | 4 | 3 | 4:5   | 10   |
| 7.     | Frei Paulistano    | 9    | 2 | 2 | 5 | 7:13  | 8    |
| 8.     | América de Propriá | 9    | 1 | 5 | 3 | 5:10  | 8    |
| 9.     | Estanciano         | 9    | 2 | 1 | 6 | 5:14  | 7    |
| 10.    | Dorense            | 9    | 1 | 1 | 7 | 4:15  | 4    |

|  | Geplaatst voor derde fase  |
|  | Geplaatst voor tweede fase |
|  | Degradatie play-off        |

## Tweede fase
| Team #1   | Tot.        | Team #2   | 1ste wed | 2de wed |
| --------- | ----------- | --------- | -------- | ------- |
| Lagarto   | 2 - 1       | Gloriense | 0 - 1    | 2 - 0   |
| Itabaiana | 2 - 2 (3-0) | Falcon    | 1 - 1    | 1 - 1   |

## Derde fase
In geval van gelijkspel ging de club met het beste resultaat in de eerste fase door. 
|  | halve finale | halve finale | halve finale | halve finale |  |           | finale | finale | finale | finale |
|  |              |              |              |              |  |           |        |        |        |        |
|  |              |              |              |              |  |           |        |        |        |        |
|  | Confiança    | 0            | 2            | 2            |  |           |        |        |        |        |
|  | Lagarto      | 0            | 0            | 0            |  |           |        |        |        |        |
|  |              |              |              |              |  | Confiança | 0      | 0      | 0      |        |
|  |              |              |              |              |  | Itabaiana | 2      | 2      | 4      |        |
|  | Sergipe      | 1            | 2            | 3 (4)        |  |           |        |        |        |        |
|  | Itabaiana    | 2            | 1            | 3 (5)        |  |           |        |        |        |        |

## Degradatie play-off
| Team #1            | Tot.  | Team #2    | 1ste wed | 2de wed |
| ------------------ | ----- | ---------- | -------- | ------- |
| Frei Paulistano    | 0 - 2 | Dorense    | 0 - 1    | 0 - 1   |
| América de Propriá | 3 - 2 | Estanciano | 3 - 0    | 0 - 2   |

## Totaalstand
| Plaats | Club               | Wed. | W | G | V | Saldo | Ptn. |
| ------ | ------------------ | ---- | - | - | - | ----- | ---- |
| 1.     | Itabaiana          | 13   | 7 | 3 | 3 | 16:9  | 24   |
| 2.     | Confiança          | 13   | 9 | 1 | 3 | 18:9  | 28   |
| 3.     | Sergipe            | 11   | 7 | 2 | 2 | 16:8  | 23   |
| 4.     | Lagarto            | 13   | 6 | 3 | 4 | 19:10 | 21   |
| 5.     | Falcon             | 11   | 3 | 4 | 4 | 14:14 | 13   |
| 6.     | Gloriense          | 11   | 3 | 4 | 4 | 5:7   | 13   |
| 7.     | América de Propriá | 11   | 2 | 5 | 4 | 8:12  | 11   |
| 8.     | Dorense            | 11   | 3 | 1 | 7 | 6:15  | 10   |
| 9.     | Estanciano         | 11   | 3 | 1 | 7 | 7:17  | 10   |
| 10.    | Frei Paulistano    | 11   | 2 | 2 | 7 | 7:15  | 8    |

|  | Kampioen, geplaatst voor Copa do Brasil 2024, Copa do Nordeste 2024 en Série D 2024 |
|  | Vicekampioen, geplaatst voor Copa do Brasil 2024 en Copa do Nordeste 2024           |
|  | Geplaatst voor Série D 2024                                                         |
|  | Uitgeschakeld in halve finale                                                       |
|  | Degradatie                                                                          |

### Kampioen
| Campeonato Sergipano de 2023 - Série A1 |
| Sergipe                                 |
| --------------------------------------- |
| ITABAIANA Kampioen (11° titel)          |